# Route nationale 2 (Guadeloupe)
Pour les articles homonymes, voir Route nationale 2.
La route nationale 2, ou RN 2, est une route nationale française en Guadeloupe de 87 km, qui relie, par la côte-sous-le-vent de l'île de Basse-Terre, Basse-Terre, préfecture de cette région monodépartementale d'Outre-Mer à Baie-Mahault près de Pointe-à-Pitre.

## Tracé
- Basse-Terre, connectée à la RN 1 et RN 3
- Baillif
- Vieux-Habitants
- Bouillante
- Mahaut (Pointe-Noire), connectée à la route de la Traversée (RD 23)
- Pointe-Noire
- Ferry (Deshaies)
- Deshaies, connectée à la RD 18
- Sainte-Rose
- La Boucan (Lamentin)
- Lamentin
- Baie-Mahault, connectée à la RN 1

## Historique

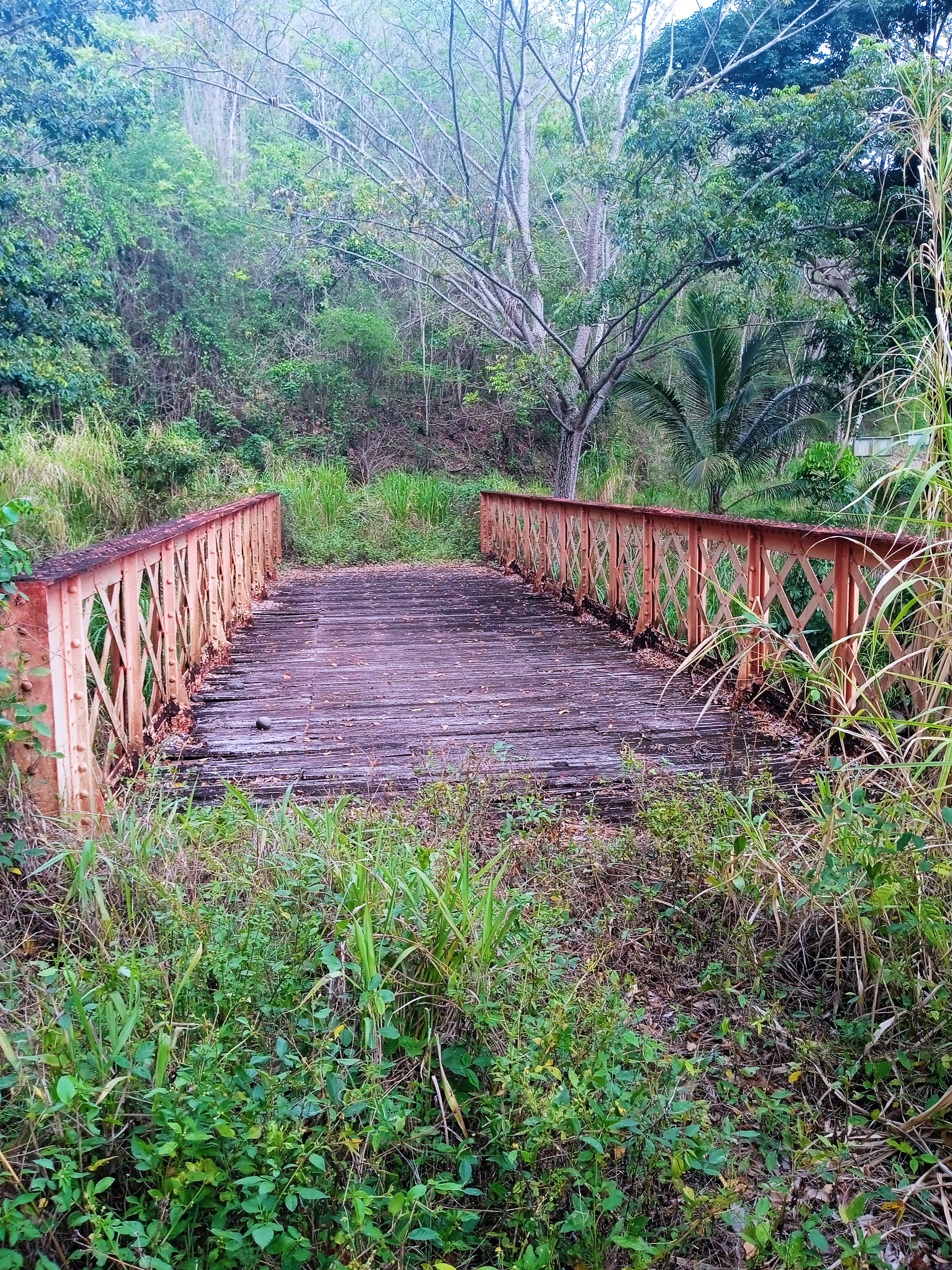
Ancien pont de la route coloniale no 2 à Pointe-Noire, improprement qualifié pont Eiffel.

Si des tronçons d'un chemin existant depuis le XVIIe siècle sont progressivement développés et entretenus comme entre Sainte-Rose et Pointe-Noire, cette piste reste souvent impraticable entre Pointe-Noire et Bouillante et par secteurs entre Bouillante et Basse-Terre jusqu'au début de XXe siècle. Ce n'est que le 4 juin 1959 que la Route nationale est enfin achevée. Elle est alors à cette date inaugurée par le président du conseil général et une délégation de l'assemblée locale.

### La borne commémorative de Petite-Anse

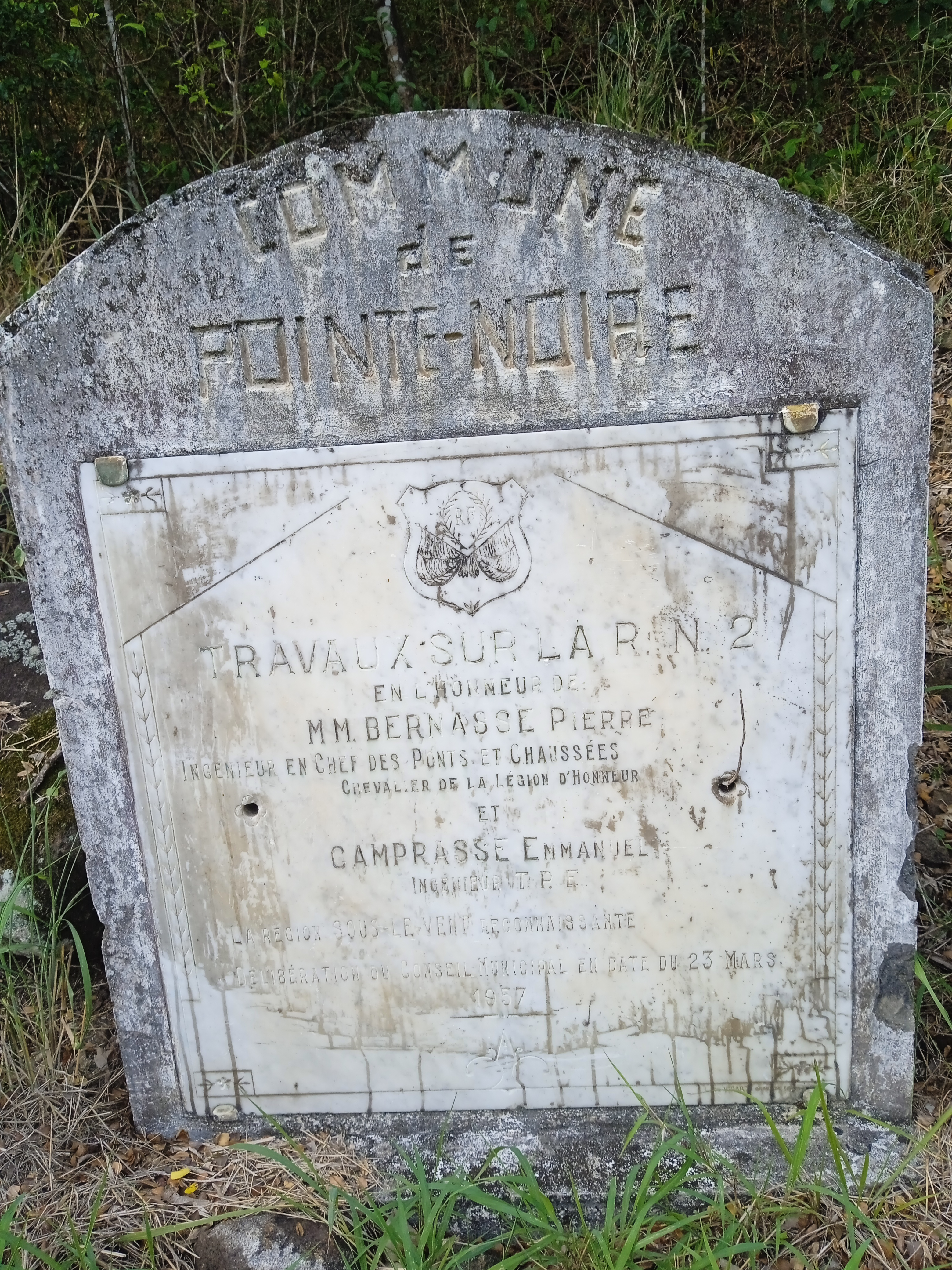
Borne commémorative de Petite Anse (route nationale 2, Guadeloupe)

Afin d'améliorer la piste ancienne et délabrée, peu carrossable, en 1951 des travaux commencent. L'itinéraire Basse-Terre-Lamentin passant par Vieux-Habitants, Bouillante, Pointe-Noire et Deshaies est officiellement inauguré le 4 juin 1959. Une borne commémorative est apposée dès mars 1957 lors de l'ouverture du tronçon Pointe-Noire-Deshaies à proximité de la plage de Petite-Anse pour marquer le désenclavement du secteur à cette date.

## Sites desservis ou traversés
- Basse-Terre : Distillerie Bologne
- Baillif : Tour du Père-Labat
- Vieux-Habitants : Marigot, plage de Rocroy, Église Saint-Joseph
- Bouillante : plage de Malendure
- Pointe-Noire : Maison du Bois, Maison du cacao, plage Caraïbe
- Deshaies : Grande-Anse, Jardin botanique de Deshaies, plage de Grande-Anse, plage de la Perle, plage de Ferry, plage de Petite-Anse
- Sainte-Rose : Distillerie Séverin, Distillerie Reimonenq, Musée du Rhum, plage des Amandiers, plage de la Ramée, plage de Clugny
- Lamentin : Zone industrielle de Jaula
- Baie-Mahault : Zone artisanale de Beausoleil, Vélodrome Amédée-Detraux, centre commercial Destreland

## Échangeurs
- Échangeur entre RN2 et RN 1

- Destreland vers le centre commercial Destreland
- Belcourt vers le centre-ville de Baie-Mahault
- dans 200 mètres

- Giratoire : de Beausoleil
- Giratoire :
- sur départementale 2
- Centre-ville vers le centre-ville du Lamentin
- Pont de la Boucan
- Giratoire de la Boucan

- vers centre commercial

- Giratoire:
- Giratoire: de la Ramée

- Départementale 18
- Giratoire:

- vers pointe Villers

- centre hospitalier Louis Daniel
- Route de la traversée vers Petit-Bourg

Bouillante
Vieux Habitants
- Départementale 13 Vieux habitants
- Départementale 13 Baillif

Baillif
- Giratoire :
- Départementale 30
- Giratoire vers le centre hospitalier de Basse-Terre.
- Giratoire
- Viaduc du port de Basse-Terre

 Mairie vers la mairie de Basse-Terre
- Giratoire

## Trafic
Actuellement le trafic est estimé à 21 000 véhicules par jour au niveau du pont de la Boucan.[réf. nécessaire]